# Odise Roshi
Odise Roshi (Fier, Albania, 22 de mayo de 1991) es un futbolista albanés que juega de delantero en el Erzurumspor F. K. de la TFF Primera División.

## Selección nacional
Ha jugado 71 partidos en los que ha anotado 5 goles con la selección absoluta de Albania. Participó en la Eurocopa 2016.

### Participaciones en Eurocopas
| Copa          | Sede    | Resultado    | Partidos | Goles |
| ------------- | ------- | ------------ | -------- | ----- |
| Eurocopa 2016 | Francia | Primera fase | 3        | 0     |

## Clubes
| Club                     | País     | Año       |
| ------------------------ | -------- | --------- |
| K. S. Apolonia Fier      | Albania  | 2006-2009 |
| K. S. Flamurtari Vlorë   | Albania  | 2009-2011 |
| 1. F. C. Colonia         | Alemania | 2011-2013 |
| FSV Fráncfort (préstamo) | Alemania | 2012-2013 |
| FSV Fráncfort            | Alemania | 2013-2015 |
| H. N. K. Rijeka          | Croacia  | 2015-2016 |
| Ajmat Grozni             | Rusia    | 2016-2021 |
| Diósgyőri VTK (préstamo) | Hungría  | 2021      |
| Boluspor                 | Turquía  | 2021-2022 |
| Sakaryaspor              | Turquía  | 2022-2024 |
| Erzurumspor F. K.        | Turquía  | 2024-     |